# Sainte-Foy-la-Longue
Sainte-Foy-la-Longue är en kommun i departementet Gironde i regionen Nouvelle-Aquitaine i sydvästra Frankrike. Kommunen ligger i kantonen Saint-Macaire som tillhör arrondissementet Langon. År 2022 hade Sainte-Foy-la-Longue 138 invånare.

## Befolkningsutveckling
Antalet invånare i kommunen Sainte-Foy-la-Longue
Referens:INSEE